# Angela Visser
Angela Visser, född 18 oktober 1966 i Nieuwerkerk aan den IJssel, Nederländerna, är en nederländsk fotomodell. Hon utsågs till Miss Universum 1989. 
Tvåa detta år blev Fröken Sverige.